# Călărași

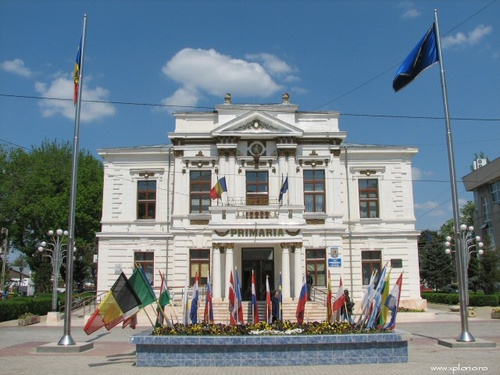
A városháza

Călărași délkelet-romániai város a Borceai-Duna-ág partján, Călărași megye székhelye. Bulgáriától 12 km-re, Bukaresttől 125 km-re található. Lakossága 71 042 fő. A népességfogyás évente átlagosan 1,1% körüli. A lakosság 18,4%-a 15 év alatti, 2,5%-a 75 év feletti.
Az itt lakók 23,7%-a munkanélküli.

## Különlegességek
Romániában Călărași úgy ismeretes, mint a „hét román világcsoda”, többek között azért, mert a városi börtön a Szabadság utcában található, a temető az Élet útján, a katonai emlékmű pedig a városházára céloz.

## Testvérvárosok
- Dve Mogili,
- Razgrad,
- Szilisztra,
- Svetlogorsk,
- Rivery,
- Levy,
- Hengyang,
- Bielsk Podlaski,
- Călărași,
- Nápoly,
- Róma,
- Zaječar,
- Royal Palm Beach,